# Rossija 2
Rossija 2 (in russo Россия 2?) è stato un canale televisivo sportivo russo di proprietà di VGTRK, la televisione di Stato della Russia.
Lanciato nel 2003 con il nome Sport (in russo Спорт?), ha assunto l'attuale denominazione il 1º gennaio 2010.

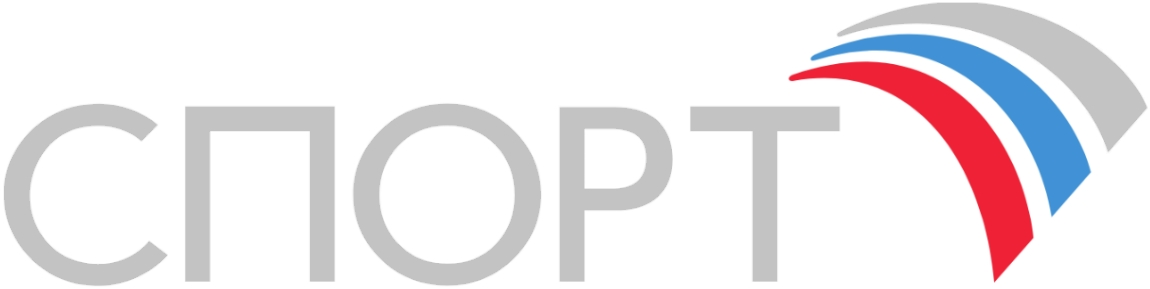
Logo di Sport (2008-2009)